# Pierre Bossan

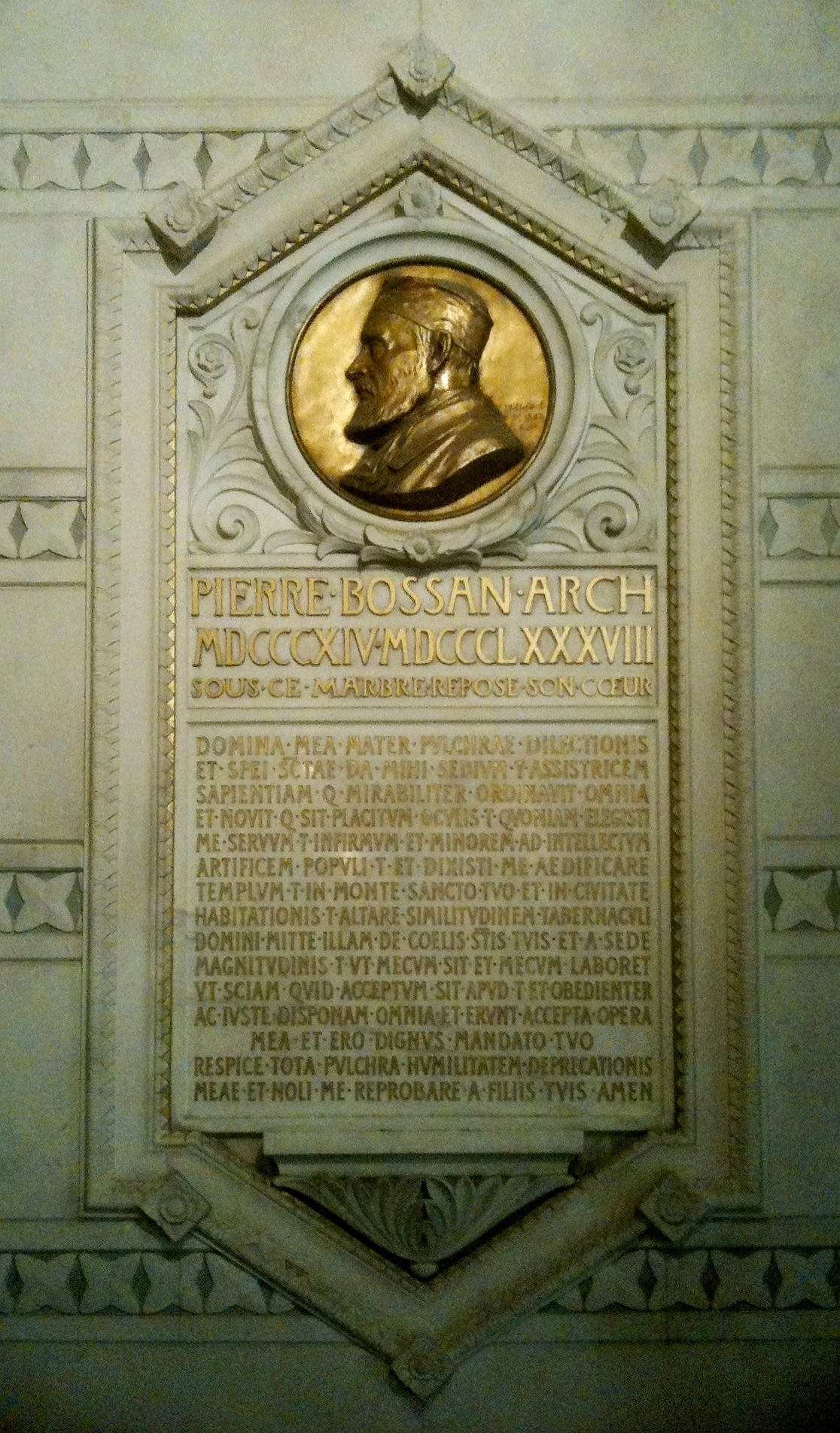
Gedenkplatte für Pierre Bossan in Notre-Dame de Fourvière:
„Unter diesem Marmor ruht sein Herz.“

Pierre Bossan (* 23. Juli 1814 in Lyon; † 23. Juli 1888 in La Ciotat) war ein französischer Architekt des Historismus. Er entwarf u. a. mehrere monumentale Kirchenbauten, die der katholischen Erneuerungsbewegung in Frankreich Ausdruck gaben.

## Leben
Bossan stammte aus einfachen Verhältnissen. Als ältestes von sieben Kindern bekam er die Möglichkeit zu studieren und entschied sich für die Architektur. Nach Studienbeginn an der Kunsthochschule in Lyon trat er ins Atelier von Henri Labrouste in Paris ein. Mit 25 Jahren kehrte er nach Lyon zurück. Er wurde zum Dombaumeister des Erzbistums Lyon ernannt und erhielt den Auftrag für den Neubau der Kirche Saint-Georges. Sie wurde 1845 in rein gotischen Formen vollendet. Bossan nannte sie später eine „Jugendsünde“, aber für neugotische Architektur gilt sie als ein gelungenes Beispiel. In denselben Jahren entwarf er u. a. die Kirche in Tassin, die Jesuitenkapelle in Lyon, Rue Sala, und die Kathedra für den Dom.
1845 unternahm er eine Studienreise nach Italien. Auf dem Weg nach Sizilien entdeckte er byzantinische Kunst und Architektur und war fasziniert. Dann erschütterte ihn der Tod seines Bruders, der ihn begleitet hatte. Auf der Rückreise machte er Halt in Ars. Die Begegnung mit Jean-Marie Vianney vollendete seine Bekehrung vom Freidenkertum zum entschiedenen Katholizismus.
1847 endete seine Stellung als Dombaumeister, aber die Bauaufträge häuften sich. Jetzt fand er seinen persönlichen, stark neobyzantinischen Stil. Schon damals begann er, eine „große Kirche“ für den Fourvière-Hügel in Lyon zu entwerfen. Während eines Aufenthalts in Rom 1850 nahm der Plan Gestalt an. Ab 1852 baute er zahlreiche Kirchen, Kapellen und Häuser. Außerdem entwarf er Skulpturen, Möbel und Schmuck.
1862 begann der Ausbau von Ars zum Wallfahrtsort. Bossan schuf die Pläne für die Wallfahrtsbasilika, außerdem ab 1864 für Saint-Jean-François Régis in Lalouvesc. Er steckte noch mitten in diesen Arbeiten, als 1871 in Lyon die Entscheidung zum Bau der Votivkirche Notre-Dame de Fourvière fiel. Bossan legte seinen zwanzig Jahre alten Entwurf vor, der angenommen wurde, sodass schon 1872 der Grundstein gelegt werden konnte. Bald danach machten Bossan Alter und Krankheit zu schaffen und er zog sich nach La Ciotat an der Côte d’Azur zurück. Von dort aus hielt er Kontakt mit seinem langjährigen Mitarbeiter Louis Sainte-Marie-Perrin, dem die Bauleitung übertragen wurde. Auch schuf er weiterhin Entwürfe, vor allem für die Innenausstattung seines Hauptwerks, der Fourvière-Basilika. Ein Kreis von Architekten und Künstlern sammelte sich um ihn.
Bossan starb 74-jährig in La Ciotat. Er wurde auf dem alten Friedhof Cimetière de Loyasse westlich des Fourvière-Hügels in Lyon beigesetzt. Sein Herz ruht in der Basilika.

## Werke (Auswahl)

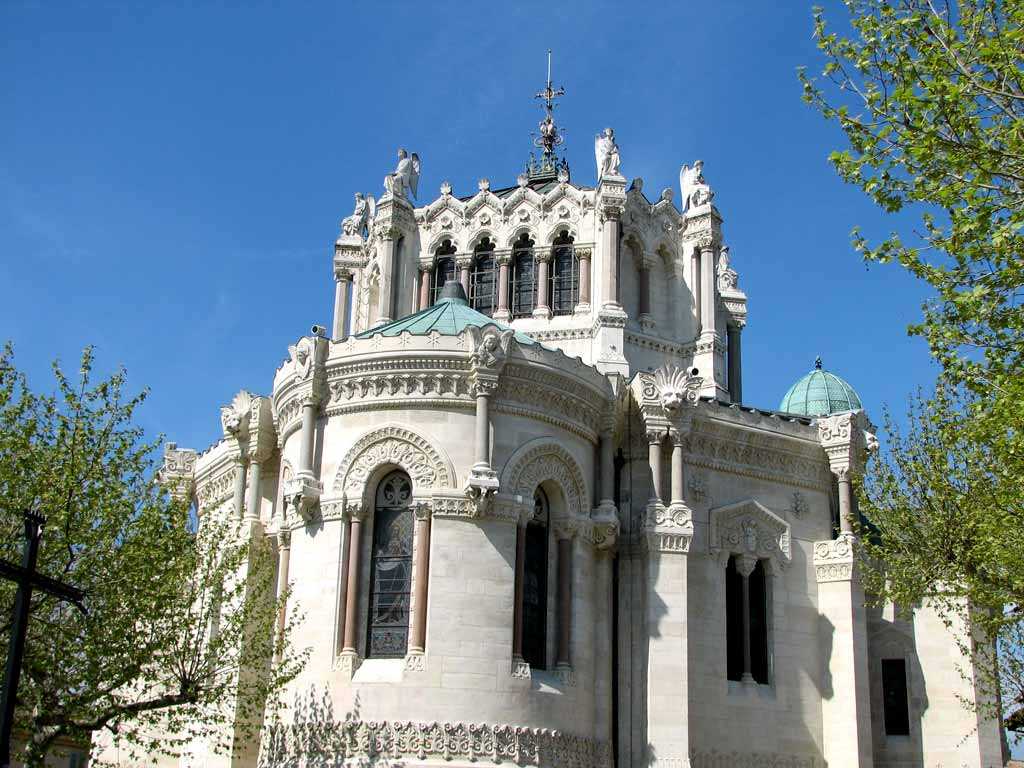
Basilika von Ars

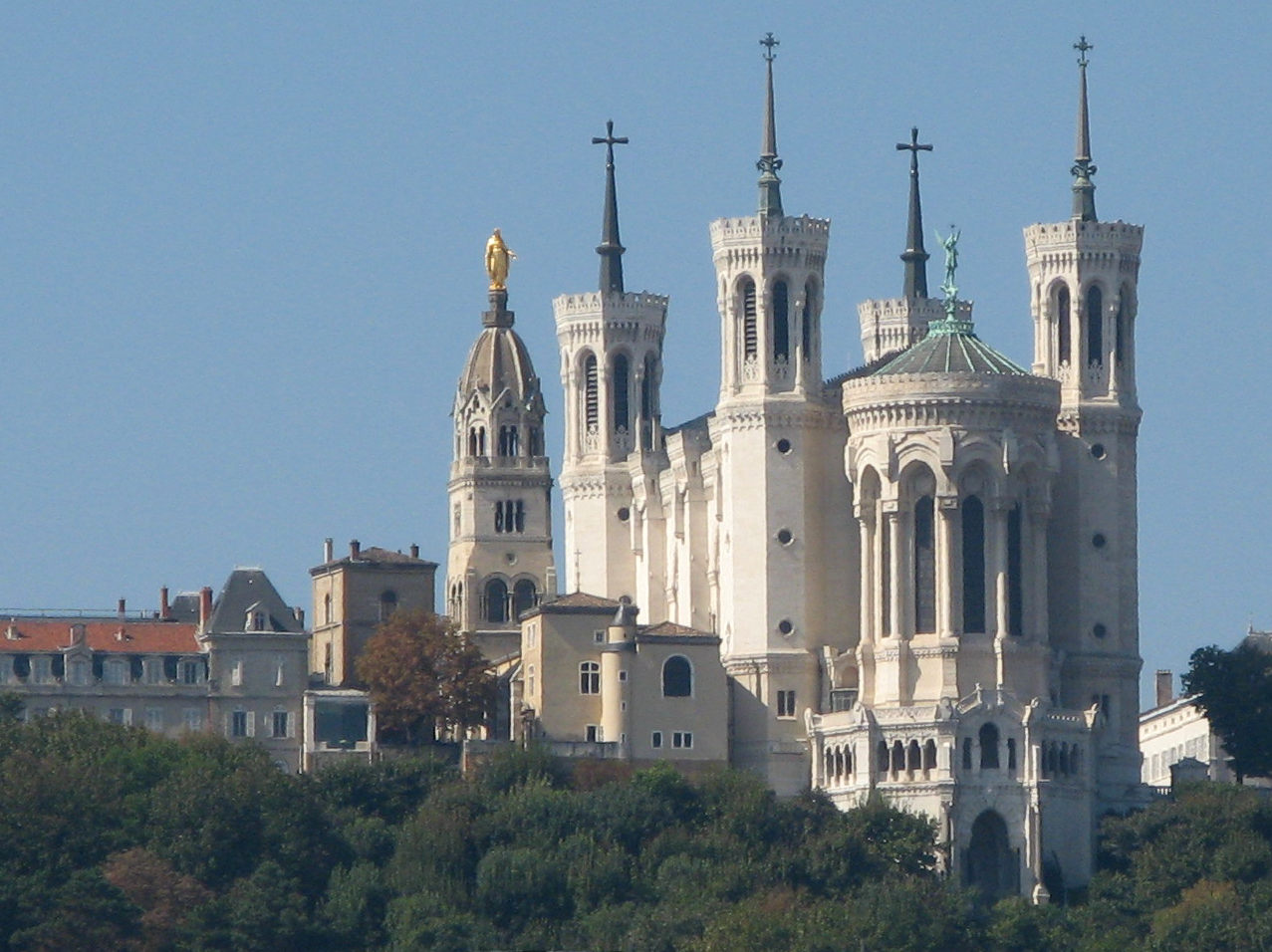
Notre-Dame de Fourvière

- 1839–1842: Kirche Saint-Joseph, Tassin-la-Demi-Lune (1971 für eine Autobahn abgerissen)[5]
- 1845 (Fertigstellung): Kirche Saint-Georges, Lyon
- 1852 (Fertigstellung): Kirche Saint-Polycarpe, Lyon
- 1854–1856: Salesianerinnen-Kloster, Lyon
- 1854–1859: Pfarrkirche Saint-Pierre, Mornant
- Um 1855: Maison Blanchon, Quai Fulchiron, Lyon: Haus im maurischen Stil, Eckstatue von Joseph-Hugues Fabisch (1855)[6]
- 1855: Kirche in Couzon-au-Mont-d’Or
- 1858–1862: Kirche Notre-Dame de l’Immaculée-Conception, Lyon
- 1859 (Fertigstellung): Kleines Seminargebäude in Meximieux (Ain), heute Rathaus
- 1865: Kirche Sainte-Anne, Lyon; unvollendet, 1938 geschlossen, 1939 abgerissen[7]
- 1862–1898: Wallfahrtsbasilika, Ars
- 1863: Haus des Malers Paul Borel, Lyon[8]
- 1864–1900: Basilika Saint-François-Régis, Lalouvesc
- 1865 (Fertigstellung): Kirche Saint-Maurice, Échallon
- 1867–1895: Kirche in Régnié-Durette, Departement Rhône; vollendet sieben Jahre nach Bossans Tod
- 1868–1878: Dominikanerkloster Saint-Lazare, Marseille[9]
- 1872–1896: Basilika Notre-Dame de Fourvière, Lyon